# チュウェ・ウアニビ
チュウェ・ウアニビ（Tjiuee Uanivi、1990年12月31日 - ）は、プロD2USモントーバンに所属するラグビーユニオン選手。

## プロフィール
- ナミビア・オチワロンゴ出身[1]。
- ポジションはロック(LO)、フランカー(FL)。
- 身長 179cm、体重 98kg
- ナミビア代表キャップは33（2021年9月現在）でワールドカップ2015・ワールドカップ2019のナミビア代表に選ばれた[2]。

## 略歴
CAブリーヴ、シャークス、ロンドン・スコティッシュFC、RCマッシーを経て、2021年、USモントーバンに加入。